# Believe in Me (Bonnie Tyler)
Believe in Me is een single van de Britse zangeres Bonnie Tyler. Het was de Britse inzending voor het Eurovisiesongfestival 2013 in Malmö, Zweden. Met het nummer werd de negentiende plaats behaald. Tyler stond op het podium met vier achtergrondzangeressen en een gitarist, Matt Prior.